# Hiperplasia difusa idiopática de células neuroendocrinas pulmonares
La hiperplasia difusa idiomática de células neuroendocrinas pulmonares (DIPNECH por su acrónimo en inglés) es una enfermedad difusa del parénquima pulmonar cuyos síntomas frecuentes son tos y dificultad respiratoria. La definición patológica publicada por la Organización Mundial de la Salud es: «una proliferación generalizada de células aisladas esparcidas, nódulos pequeños (cuerpos neuroendocrinos), o proliferaciones lineales de células neuroendocrinas pulmonares (PNE por su acrónimo en inglés) que puede estar limitada a los bronquios y al epitelio bronquiolar.» La prevalencia verdadera de esta enfermedad no se conoce todavía. Hasta ahora, en la literatura (médica) se han presentado 200 casos. Aun así, con un aumento en reconocimiento de esta enfermedad por radiólogos y neumólogos, la cantidad de casos ha ido en aumento. La DIPNECH afecta de modo predominante a mujeres de mediana edad a causa de una lenta obstrucción pulmonar progresiva. La DIPNECH normalmente se manifiesta de dos maneras:
1. Como un hallazgo inesperado después una cirugía de pulmón.
2. Por evaluación de un paciente en una clínica pulmonar con síntomas prolongados sin otra explicación.

## Signos y síntomas
En la primera consulta, aproximadamente 20 % de los pacientes afectados por DIPNECH no presentan síntomas, de los cuales son comunes los siguientes:
- Tos crónica
- Dificultad en la respiración o disnea cuando se realiza ejercicio o por esfuerzo físico.
- Sibilancias (menos frecuente)
- Hemoptisis (Infrecuente)

Muchos años antes del diagnóstico pueden existir síntomas, a menudo adscritos a otras condiciones de pulmón. Los principales diagnósticos erróneos son asma o enfermedad pulmonar obstructiva crónica.

## Diagnóstico
El criterio diagnóstico más importante es típicamente una biopsia quirúrgica confirmada. Se han propuesto otros criterios de diagnóstico menores.
- Presentación clínica: mujer, de 45 a 67 años de edad con tos y/o dificultad respiratoria desde 5 hasta 10 años.
- Función pulmonar: volumen residual aumentado, capacidad pulmonar total aumentada, obstrucción fija, baja capacidad de difusión pulmonar de monóxido de carbono corregida con volumen alveolar (DLCO).
- TC de alta resolución: nódulos pulmonares difusos de 4–10 mm, más de 20 nódulos, patrón de atenuación o aire atrapado en más de 50 % del pulmón.
- Biopsia transbronquial: proliferación de células neuroendocrinas pulmonares.
- Marcadores de suero: niveles de cromogranina A elevados.

### Patología
En gran parte de los casos de DIPNECH, a examen del tejido de pulmón, el sobrecrecimiento de células neuroendrocrinas pulmonares se aprecia a lo largo de las vías aéreas pequeñas, con extensión a través de la membrana basal del epitelio bronquilar, que puede dar lugar a la formación de pequeños tumores carcinoides. Si los minitumores de células rebasan los 5 mm se consideran carcinoides bronquiales. Al examen microscópico, las células neuroendocrinas tienen núcleos redondos, ovalados, o fusiformes, al tratarse con cromatina sal y pimienta, y un citoplasma claro o eosinofílico.
A pesar de que no existe determinación formal alguna con respecto a la extensión de la hiperplasia de células neuroendocrinas necesaria para un diagnóstico de DIPNECH, este proceso suele ocurrir en las vías aéreas de pequeño calibre. Debido a que la hiperplasia de células neuroendocrinas pulmonares puede ocurrir como reacción a una enfermedad pulmonar crónica, rodeando carcinoides bronquiales solitarios y adenocarcinomas de pulmón, se necesita excluirlas con anterioridad para emitir un diagnóstico.
La bronquiolitis obstructiva ha sido declarada como un hallazgo histopatológico característico en pacientes con DIPNECH. Se ha postulado que la bronquiolitis se deba a una respuesta de las pequeñas vías aéreas a los neuropéptidos secretados por las células neuroendocrinas.

### Pruebas de imagen
Las imágenes de tórax en pacientes con DIPNECH son bilaterales y difusas. Lo más frecuente en tomografía computarizada (TC) del pecho revela nódulos múltiples y/o masas primarios, sobre un patrón de atenuación y engrosamiento de las paredes aéreas.
El patrón de crecimiento de los nódulos es lento y de dispersión por todo el pulmón. Los nódulos son típicamente redondeados y bien definidos. Tras la resección quirúrgica, histológica- y dimensionalmente se les considera carcinoides típicos o minitumores.

### Estudios de función pulmonar
A pesar de que algún paciente se presente con función pulmonar normal, las pruebas respectivas suelen demostrar obstrucción irreversible de vías aéreas, con un descenso del volumen espiratorio forzado (VEF1) y un cociente FEV1/FVC sin respuesta broncodilatadora. El atrapamiento aéreo es común. Da lugar a un aumento de los volúmenes residuales. Según avanza la enfermedad se puede desarrollar un patrón mixto de obstrucción y restricción. En general la enfermedad pulmonar obstructiva progresa lentamente, con periodos de estabilidad.

## Tratamiento
A la fecha no se han realizado ensayos clínicos para determinar un tratamiento eficaz de esta enfermedad. Algunos pacientes han sido tratados con análogos de la somatostatina. A pesar de que la tos asociada con DIPNECH tiende a disminuir mediante este tratamiento, no se ha demostrado de manera fehaciente mejora en la función pulmonar. Existen también informes de tratamiento síntomático con beta-agonistas de duraciones larga y corta. A pesar de que se han utilizado esteroides en la DIPNECH, orales e inhalados, con este tratamiento no se aprecia mejora clara.
No es infrecuente que los tumores carcinoides típicos surjan dentro de DIPNECH. A causa de ello, la DIPNECH está clasificada como un estado premaligno. No obstante que ha habido informes de carcinoides atípicos con implicación de un nódulo linfático local, no hay informes de tumores neuroendocrinos más agresivos, como cánceres grandes de células neuroendrocrinas o pequeños de células pulmonares, asociados con DIPNECH. Cuando se diagnostica un carcinoide bronquial aislado, las guías oncológicas recomiendan resección quirúrgica con muestreo de linfadenectomía. Sin embargo, porque en el establecimiento de la DIPNECH se pueden desarrollar múltiples carcinoides, para preservar función pulmonar, a menudo se considera un planteamiento más conservador.

## Pronóstico
La morbilidad debida a la DIPNECH se debe a la enfermedad pulmonar obstructiva asociada. Esta enfermedad tiende a progresar despacio, pero con suficiente tiempo puede dar lugar a una incapacidad significativa y requerir terapia de oxígeno suplementario. Existen informes de trasplante de pulmón en los últimos estadios del DIPNECH.